# Câteva zile din viața lui Oblomov
Câteva zile din viața lui Oblomov (grafiat la aceea vreme Cîteva zile din viața lui Oblomov, titlul în rusă Несколько дней из жизни И. И. Обломова) este un film sovietic din anul 1980, regizat de Nikita Mihalkov și inspirat din romanul Oblomov al lui Ivan Goncearov. Rolurile principale sunt interpretate de Oleg Tabakov, Iuri Bogatiriov și Elena Solovei. 

## Rezumat
Acțiunea filmului se petrece pe la jumătatea secolului al XIX-lea. Ilia Ilici Oblomov (Oleg Tabakov), un bărbat în vârstă de peste 30 de ani, locuiește într-un apartament întunecos din Sankt Petersburg impreuna cu servitorul sau Zahar (Andrei Popov). El doarme aproape toată ziua și visează la vremea copilăriei sale și la casa părintească, nereușind să-și găsească un loc în societate și nici să-și dea seama ce rost are existența sa pe lume. El este proprietarul unei moșii pe care administratorul i-o ruinează an de an, dar Oblomov nu se deranjează nici măcar să-i scrie o scrisoare. Meditează întins pe canapea asupra sensului vieții și a ratării. 
Oblomov este scos din letargie de sosirea prietenului său din copilărie Andrei Ivanovici Stoltz (Iuri Bogatiriov), devenit un om energic și un om de afaceri de succes. Acesta din urmă încearcă să-l scoată din starea lui de trândăvie și îl introduce în cercul său de cunoștințe, prezentându-i-o pe Olga Sergheevna (Elena Solovei), o femeie cultă și educată care îi va schimba definitiv viața. La scurtă vreme, Stoltz pleacă pentru câteva luni din Rusia și încearcă fără succes să-l convingă pe Oblomov să îl urmeze.
În lipsa prietenului său, Ilia își cumpărăr o casă la țară în apropierea celei în care locuia Olga. Cei doi se văd aproape zilnic, iar între ei se înfiripă o poveste de dragoste. Sosirea acasă a lui Stoltz îl face pe Oblomov să-și dea seama că Olga îl iubește de fapt pe prietenul lui și se mută la Vîborg unde se căsătorește cu o văduvă cu trei copii, împreună cu care face și el un copil. După acest moment, Oblomov reintră în starea lui de trândăvie și moare după câțiva ani de apoplexie. Copilul său, Andriușa, este crescut de soții Stoltz.

## Distribuție
- Oleg Tabakov – Ilia Ilici Oblomov
- Iuri Bogatiriov – Andrei Ivanovici Stoltz
- Elena Solovei – Olga Sergheevna
- Andrei Popov – Zahar
- Avangard Leontiev – Alekseev
- Gleb Strijenov - baronul
- Evgheni Steblov - tatăl lui Oblomov
- Evghenia Glușenko - mama lui Oblomov
- Nikolai Pastuhov - tatăl lui Stoltz
- Elena Kleșcevskaia - Katia
- Galina Șostko - mătușa Olgăi
- Andrei Razumovski - Ilia copil
- Oleg Kozlov - Stoltz copil
- Fiodor Stukov - Andriușa Oblomov

## Producție
Piesele muzicale din film provin din compozițiile lui Vincenzo Bellini și Serghei Rahmaninov. Filmările au avut loc în satul Senkin din raionul Serpuhov, regiunea Moscova.

## Lansare
A fost lansat în anul 1980 și a avut parte de succes comercial, fiind vizionat de 3,7 milioane de spectatori în cinematografele din Uniunea Sovietică.

## Recepție
Criticul Tudor Caranfil a dat filmului patru stele din cinci și a făcut următorul comentariu: „Ilia, moșier care trăiește în răsfăț la Petersburg, își irosește viața moțăind. Zadarnic încearcă prietenul său devotat Andrei să-l smulgă din somnolență. Nici dragostea Olgăi nu-i va clinti inerția. Ecranizare după Goncearov în care Mihalkov excelează în a reda penibilul unei existențe ce refuză realitatea socială. Pentru eroul său, orice acțiune e la fel de inconsistentă ca un vis. La ce bun s-ar mai trezi? Filmul abandonează veleitățile satirice ale romanului, optând pentru lumea interioară a personajului devenit mit.” 